# Аркадије Варађанин
Аркадије Варађанин (Велика Кикинда, 1. јануар 1844 - Нови Сад, 8. јун 1922) био је учитељ, управник Српске више девојачке школе, уредник више часописа и велики поборник за женска права.

## Биографија
Аркадије Варађанин рођен је у Великој Кикинди где је учио српску основну школу и нижу реалку. Касније одлази у Пешту где учи немачку трговачку школу, а затим одлази у Сомбор у учитељску школу. Био је учитељ у Великој Кикинди од 1864. године. Постаје питомац Српског народног црквеног сабора 1870. године у Готи где је у Педагошком семинару слушао Карла Кера. По налогу школског савета држао је у Вршцу предавања о методици географије (тадашњег земљописа) и историје учитељима Епархије вршачке који су предавали вишим разредима основних школа. Понуђено му је место професора Учитељске школе у Крагујевцу које је морао да одбије због превише обавеза према Српском народном црквеном сабору. Године 1873, био је изасланик кикиндске црквене општине на светској изложби и на конгресу словенских учитеља у Бечу. Опширан извештај о том догађају је објавио у вршачком Учитељу. Постаје 1. децембра 1874. године учитељ и управник (управитељ у то време) новоосноване Више девојачке школе у Новом Саду. Предавао је алгебру (рачун), геометрију, географију (земљопис) и краснопис.

### Српски учитељски конвикт
Организовао је 1890. године Српски учитељски конвикт (завод за становање ђака где се ученици бесплатно хране или уз знатан попуст) за ученике и ученице средњих и стручних школа, као и учитељску децу која се школују у Новом Саду.

### Учитељска задруга
Основао је Учитељску задругу 1907. године која следеће године (1908) мења назив у Натошевић. Аркадије Варађанин је откупио штампарију и књиговезницу браће М. Поповића.

### Добротворна задруга Српкиња Новосаткиња
Основао је Добротворну задругу Српкињу Новосаткињу у Новом Саду 1880. године. Био је њен секретар дуги низ година. Имао је великог учешћа у Изложби женских ручних радова 1884. године коју су приредиле чланице Српкиње Новосаткиње. Врло брзо је основао још 86 других Добротворних задруга Српкиња.

### Пензија
Пензионисан је после 41 године учитељског рада 1905. године.

### Први светски рат
Током Првог светског рата био је потпредседник и активан члан Народног одбора.

### Уредник часописа
- Женски свет 1886. до 1914. године
- Учитељски весник 1921. до 1923. године

Године 1886. покренуо је лист Женски свет који је уређивао пуних 29 година његовог излажења. 
| „ | Какву важну улогу имаде тај доскора једини српски женски лист по душевни живот Српкиње, види се по његовој великој проширености. Велика већина српских књижевница, почела је радити у Женском свету, многе спомињу госп. Аркадија Варађанина као свог првог пријатеља на пољу књижевности. Да њега није било, српско женско образовање не би било ни толико напредно, како је данас. | ” |